# 19. National Hockey League All-Star Game
Das 19. National Hockey League All-Star Game wurde am 20. Oktober 1965 in Montréal ausgetragen. Das Spiel fand im Forum de Montréal, der Spielstätte des Stanley-Cup-Siegers Montréal Canadiens, statt. Die NHL All-Stars gewannen deutlich mit 5:2 gegen die Canadiens. Das Spiel wurde von 14.284 Zuschauern gesehen. Der Star des Spiels war Gordie Howe von den Detroit Red Wings, der für die All-Stars 2 Tore und 2 Assists beisteuerte.

## Mannschaften
| #           | Land   | Spieler          | Pos.             | Team                |
| Torhüter    |        |                  |                  |                     |
| 24          | Kanada | Glenn Hall       | Glenn Hall       | Chicago Blackhawks  |
| Verteidiger |        |                  |                  |                     |
| 2           | Kanada | Bobby Baun       | Bobby Baun       | Toronto Maple Leafs |
| 3           | Kanada | Harry Howell     | Harry Howell     | New York Rangers    |
| 4           | Kanada | Bill Gadsby      | Bill Gadsby      | Detroit Red Wings   |
| 5           | Kanada | Marcel Pronovost | Marcel Pronovost | Detroit Red Wings   |
| 6           | Kanada | Ted Green        | Ted Green        | Boston Bruins       |
| 14          | Kanada | Doug Mohns       | Doug Mohns       | Chicago Blackhawks  |
| 18          | Kanada | Pierre Pilote    | Pierre Pilote    | Chicago Blackhawks  |
| Angreifer   |        |                  |                  |                     |
| 7           | Kanada | Bobby Hull       | LW               | Chicago Blackhawks  |
| 8           | Kanada | Norm Ullman      | C                | Detroit Red Wings   |
| 9           | Kanada | Gordie Howe      | RW               | Detroit Red Wings   |
| 10          | Kanada | Alex Delvecchio  | C                | Detroit Red Wings   |
| 11          | Kanada | Ron Ellis        | RW               | Toronto Maple Leafs |
| 12          | Kanada | Vic Hadfield     | LW               | New York Rangers    |
| 15          | Kanada | Rod Gilbert      | RW               | New York Rangers    |
| 16          | Kanada | Murray Oliver    | C                | Boston Bruins       |
| 21          | Kanada | Johnny Bucyk     | LW               | Boston Bruins       |
| 22          | Kanada | Frank Mahovlich  | LW               | Toronto Maple Leafs |
| 23          | Kanada | Eric Nesterenko  | RW               | Chicago Blackhawks  |

| #           | Land   | Spieler            | Pos.               |
| Torhüter    |        |                    |                    |
| 1           | Kanada | Charlie Hodge      | Charlie Hodge      |
| 30          | Kanada | Gump Worsley       | Gump Worsley       |
| Verteidiger |        |                    |                    |
| 2           | Kanada | Jacques Laperrière | Jacques Laperrière |
| 3           | Kanada | J. C. Tremblay     | J. C. Tremblay     |
| 10          | Kanada | Ted Harris         | Ted Harris         |
| 17          | Kanada | Jean-Guy Talbot    | Jean-Guy Talbot    |
| 19          | Kanada | Terry Harper       | Terry Harper       |
| Angreifer   |        |                    |                    |
| 4           | Kanada | Jean Béliveau      | C                  |
| 6           | Kanada | Ralph Backstrom    | C                  |
| 8           | Kanada | Dick Duff          | LW                 |
| 11          | Kanada | Claude Larose      | RW                 |
| 14          | Kanada | Claude Provost     | RW                 |
| 15          | Kanada | Bobby Rousseau     | RW                 |
| 16          | Kanada | Henri Richard      | C                  |
| 20          | Kanada | Dave Balon         | LW                 |
| 21          | Kanada | Gilles Tremblay    | LW                 |
| 22          | Kanada | John Ferguson      | LW                 |
| 24          | Kanada | Red Berenson       | C                  |
| 26          | Kanada | Jim Roberts        | RW                 |

## Spielverlauf

### NHL All-Stars 5 – 2 Montréal Canadiens
| Team       | Zeit  | Stand | Torschütze         | Vorlagengeber   | Vorlagengeber  |
| 2. Drittel |       |       |                    |                 |                |
|            | 26:48 | 0–1   | Jean Béliveau      | Dick Duff       | Bobby Rousseau |
|            | 31:00 | 0–2   | Jacques Laperrière | Ralph Backstrom | Claude Larose  |
|            | 32:40 | 1–2   | Norm Ullman        | Bobby Hull      | Gordie Howe    |
|            | 36:35 | 2–2   | Bobby Hull         | Gordie Howe     | Murray Oliver  |
|            | 39:19 | 3–2   | Gordie Howe        | Norm Ullman     | Bobby Baun     |
| 3. Drittel |       |       |                    |                 |                |
|            | 50:01 | 4–2   | Johnny Bucyk       | Bill Gadsby     | Murray Oliver  |
|            | 58:39 | 5–2   | Gordie Howe        |                 |                |

Schiedsrichter: Art Skov 

Linienrichter: Neil Armstrong, Matt Pavelich 

Zuschauer: 14.284